# Attentat du 8 mai 2021 à Kaboul
L'attentat du 8 mai 2021 à Kaboul est un attentat survenu le 8 mai 2021 lorsqu'une voiture piégée a explosé près d'une école située à l'ouest de Kaboul, en Afghanistan. 90 personnes sont mortes et au moins 240 personnes ont été blessées. Un porte-parole du ministère de l'Intérieur a confirmé le nombre de victimes mais n'a pas fourni de détails quant à la cause de l'explosion.

## Contexte
La région avait connu une forte augmentation des combats entre les forces de sécurité afghanes et les insurgés talibans alors que les deux parties s'efforçaient de gagner du territoire sur des zones stratégiques vues avec le retrait des troupes américaines et de l'OTAN[Quand ?].

## Attaque
Une voiture piégée a explosé devant l'entrée de l'école Sayed al-Shuhada, où sont scolarisés des enfants de la minorité chiite hazara. Seules les étudiantes étaient présentes au moment de l'attaque, les garçons et les filles étant séparés.
Un instituteur a décrit qu'« un attentat à la voiture piégée s'est produit en premier, puis deux autres explosions se sont produites près de l'école de filles à Kaboul ». Un porte-parole du ministère de l'Intérieur a soutenu la déclaration affirmant que l'explosion initiale était une voiture piégée suivie de deux engins piégés.
L'une des élèves blessées a raconté qu'elle quittait l'école lorsque l'explosion s'est produite et qu'une dizaine de minutes plus tard, il y a eu une autre explosion suivie d'une autre explosion une minute plus tard. Elle a ajouté que tout le monde était désorienté et criait, avec du sang, des débris et des effets personnels éparpillés dans la cour[réf. nécessaire].

## Victimes
Selon Reuters, au moins 85 personnes, pour la plupart des filles, ont été tués et 150 autres ont été grièvement blessés.
Un coordonnateur du programme de l'hôpital, pour l'hôpital où la plupart des blessés ont été transportés, a affirmé que les patients étaient âgés pour la plupart entre 12 et 20 ans.  [réf. nécessaire]

## Conséquences
Le président afghan Ashraf Ghani a blâmé les talibans pour l'attaque, mais le porte-parole des talibans Zabihullah Mujahid a nié toute implication dans l'explosion, dans un message diffusé aux médias. [réf. nécessaire]
Pour le chercheur Gilles Dorronsoro et pour le diplomate américain Ross Wilson (en), l'attentat est probablement le fait de la province khorassanienne de l'État islamique, qui, contrairement aux talibans, « a une stratégie d'extermination des chiites »,.
De nombreux membres des familles des victimes ont condamné l'incapacité du gouvernement à protéger la sécurité de la population. 

Un parent a déclaré : « Le gouvernement réagit après l'incident, il ne fait rien avant l'incident. » [réf. nécessaire]